# Rugby-Union-Südamerikameisterschaft 2013
Die Rugby-Union-Südamerikameisterschaft 2013 (spanisch Sudamericano de Rugby 2013) der Division A war die 35. Ausgabe der südamerikanischen Kontinentalmeisterschaft in der Sportart Rugby Union. Teilnehmer waren die Nationalmannschaften von Brasilien, Chile und Uruguay, während Argentinien mit der B-Auswahl Jaguares vertreten war. Sämtliche Spiele fanden in der uruguayischen Hauptstadt Montevideo statt. Den Titel gewann zum 34. Mal Argentinien. Die Begegnungen zwischen Brasilien, Chile und Uruguay zählten gleichzeitig für die Qualifikation zur Weltmeisterschaft 2015 (Argentinien war bereits qualifiziert).
Im selben Jahr fand der Wettbewerb der Division B statt, der vier weitere Nationalteams aus Kolumbien, Paraguay, Peru und Venezuela umfasste. Diese Spiele wurden in der paraguayischen Stadt Luque ausgetragen. Am Turnier der Division C in Tres Ríos beteiligten sich die Nationalmannschaften von Costa Rica, Ecuador, El Salvador und Guatemala.

## Vorqualifikation
Paraguay und Brasilien trugen ein Spiel um den vierten und letzten Startplatz in der Division A aus, Paraguay als Sieger der Division B 2012 und Brasilien als Letzter der Division A 2012.
| 27. Oktober 2012 13:30 UTC−2 | Brasilien       | 35 : 22 | Paraguay | Estádio Nicolau Alayon, São Paulo Schiedsrichter: Federico Anselmi (Argentinien) |
| 27. Oktober 2012 13:30 UTC−2 | (19:10) Bericht |         |          | Estádio Nicolau Alayon, São Paulo Schiedsrichter: Federico Anselmi (Argentinien) |

## Division A

### Tabelle
Für einen Sieg gab es drei Punkte, für ein Unentschieden einen Punkt, bei einer Niederlage null Punkte.
|    | Land      | Spiele | Siege | Unent. | Ndlg. | Spiel- punkte | Diff. | Tabellen- punkte |
| -- | --------- | ------ | ----- | ------ | ----- | ------------- | ----- | ---------------- |
| 1. | Jaguares  | 3      | 3     | 0      | 0     | 197:28        | + 169 | 9                |
| 2. | Uruguay   | 3      | 2     | 0      | 1     | 99:45         | + 54  | 6                |
| 3. | Chile     | 3      | 1     | 0      | 2     | 57:130        | − 73  | 3                |
| 4. | Brasilien | 3      | 0     | 0      | 3     | 29:179        | − 150 | 0                |

### Ergebnisse
| 27. April 2013 15:30 UTC−3 | Uruguay                                                                       | 18 : 29        | Jaguares                                                             | Estadio Charrúa, Montevideo Schiedsrichter: Felipe Balbontin (Chile) |
| 27. April 2013 15:30 UTC−3 | Versuche: de Mula Gibernau Erhöhungen: Etcheverry Straftritte: Etcheverry (2) | (6:14) Bericht | Versuche: Cappiello Chiappesoni Imhoff Paz Poet Erhöhungen: Poet (2) | Estadio Charrúa, Montevideo Schiedsrichter: Felipe Balbontin (Chile) |

| 27. April 2013 18:00 UTC–3 | Chile                                                                                                 | 38 : 22        | Brasilien                                                                            | Estadio Charrúa, Montevideo Schiedsrichter: Claudio Antonio (Argentinien) |
| 27. April 2013 18:00 UTC–3 | Versuche: de la Fuente Larenas Pardakhty Tobar Erhöhungen: Valderrama (3) Straftritte: Valderrama (4) | (23:7) Bericht | Versuche: Croffi Danielewics Tranquez Erhöhungen: L. Duque (2) Straftritte: L. Duque | Estadio Charrúa, Montevideo Schiedsrichter: Claudio Antonio (Argentinien) |

| 1. Mai 2013 13:30 UTC−3 | Jaguares | 85 : 10        | Chile                          | Estadio Charrúa, Montevideo Schiedsrichter: Joaquin Montes (Uruguay) |
| 1. Mai 2013 13:30 UTC−3 | Versuche: Borghi Carrio Chiappesoni Fernández García Imhoff Isaack (4) Matera Poet Villaluenga Erhöhungen: Fernández (10) | (43:0) Bericht | Versuche: Bacigalupo Pardakhty | Estadio Charrúa, Montevideo Schiedsrichter: Joaquin Montes (Uruguay) |

| 1. Mai 2013 15:45 UTC−3 | Uruguay | 58 : 7         | Brasilien                               | Estadio Charrúa, Montevideo Schiedsrichter: Juan Sylvestre (Argentinien) |
| 1. Mai 2013 15:45 UTC−3 | Versuche: Ávalo Bulanti Lamanna Magno J. Ormaechea A. Ormaechea (2) Roman Erhöhungen: Favaro (3) A. Ormaechea (3) Straftritte: Favaro (2) | (25:0) Bericht | Versuche: M. Duque Erhöhungen: L. Duque | Estadio Charrúa, Montevideo Schiedsrichter: Juan Sylvestre (Argentinien) |

| 4. Mai 2013 13:30 UTC−3 | Jaguares | 83 : 0         | Brasilien | Estadio Charrúa, Montevideo Schiedsrichter: Joaquin Montes (Uruguay) |
| 4. Mai 2013 13:30 UTC−3 | Versuche: Álvarez (2) Chiappesoni Fernández Lavanini Matera Méndez Paz Poet (2) Rocchia Schulz Villaluenga Erhöhungen: Fernández (4) Poet (5) | (50:0) Bericht |           | Estadio Charrúa, Montevideo Schiedsrichter: Joaquin Montes (Uruguay) |

| 4. Mai 2013 15:45 UTC−3 | Uruguay                                                                                | 23 : 9         | Chile                       | Estadio Charrúa, Montevideo Schiedsrichter: Francisco Pastrana (Argentinien) |
| 4. Mai 2013 15:45 UTC−3 | Versuche: Klappenbach Roman Erhöhungen: A. Ormaechea (2) Straftritte: A. Ormaechea (3) | (16:6) Bericht | Straftritte: Valderrama (3) | Estadio Charrúa, Montevideo Schiedsrichter: Francisco Pastrana (Argentinien) |

## Division B

### Tabelle
Für einen Sieg gab es drei Punkte, für ein Unentschieden einen Punkt, bei einer Niederlage null Punkte.
|    | Land      | Spiele | Siege | Unent. | Ndlg. | Spiel- punkte | Diff. | Tabellen- punkte |
| -- | --------- | ------ | ----- | ------ | ----- | ------------- | ----- | ---------------- |
| 1. | Paraguay  | 3      | 3     | 0      | 0     | 95:22         | + 73  | 9                |
| 2. | Kolumbien | 3      | 2     | 0      | 1     | 74:67         | + 7   | 3                |
| 3. | Peru      | 3      | 1     | 0      | 2     | 53:78         | − 25  | 3                |
| 4. | Venezuela | 3      | 0     | 0      | 3     | 50:105        | − 55  | 3                |

### Ergebnisse
| 25. August 2013 | Kolumbien | 32 : 14 | Venezuela | Rakiura Resort, Luque |
| 25. August 2013 |           |         |           | Rakiura Resort, Luque |

| 25. August 2013 | Paraguay | 22 : 0 | Peru | Rakiura Resort, Luque |
| 25. August 2013 |          |        |      | Rakiura Resort, Luque |

| 27. August 2013 | Paraguay | 48 : 7 | Venezuela | Rakiura Resort, Luque |
| 27. August 2013 |          |        |           | Rakiura Resort, Luque |

| 27. August 2013 | Peru | 28 : 27 | Kolumbien | Rakiura Resort, Luque |
| 27. August 2013 |      |         |           | Rakiura Resort, Luque |

| 30. August 2013 | Paraguay | 25 : 15 | Kolumbien | Rakiura Resort, Luque |
| 30. August 2013 |          |         |           | Rakiura Resort, Luque |

| 30. August 2013 | Venezuela | 29 : 25 | Peru | Rakiura Resort, Luque |
| 30. August 2013 |           |         |      | Rakiura Resort, Luque |

## Division C

### Tabelle
Für einen Sieg gab es drei Punkte, für ein Unentschieden einen Punkt, bei einer Niederlage null Punkte.
|    | Land        | Spiele | Siege | Unent. | Ndlg. | Spiel- punkte | Diff. | Tabellen- punkte |
| -- | ----------- | ------ | ----- | ------ | ----- | ------------- | ----- | ---------------- |
| 1. | Costa Rica  | 3      | 3     | 0      | 0     | 67:30         | + 37  | 9                |
| 2. | Guatemala   | 3      | 2     | 0      | 1     | 137:26        | + 111 | 6                |
| 3. | Ecuador     | 3      | 1     | 0      | 2     | 64:100        | − 36  | 3                |
| 4. | El Salvador | 3      | 0     | 0      | 3     | 33:145        | − 112 | 0                |

### Ergebnisse
| 1. Dezember 2013 | Costa Rica | 71 : 3 | El Salvador | Liceo Franco Costarricense, Tres Ríos |
| 1. Dezember 2013 |            |        |             | Liceo Franco Costarricense, Tres Ríos |

| 1. Dezember 2013 | Ecuador | 23 : 11 | Guatemala | Liceo Franco Costarricense, Tres Ríos |
| 1. Dezember 2013 |         |         |           | Liceo Franco Costarricense, Tres Ríos |

| 4. Dezember 2013 | Costa Rica | 7 : 13 | Ecuador | Liceo Franco Costarricense, Tres Ríos |
| 4. Dezember 2013 |            |        |         | Liceo Franco Costarricense, Tres Ríos |

| 4. Dezember 2013 | Guatemala | 43 : 18 | El Salvador | Liceo Franco Costarricense, Tres Ríos |
| 4. Dezember 2013 |           |         |             | Liceo Franco Costarricense, Tres Ríos |

| 7. Dezember 2013 | Costa Rica | 59 : 10 | Guatemala | Liceo Franco Costarricense, Tres Ríos |
| 7. Dezember 2013 |            |         |           | Liceo Franco Costarricense, Tres Ríos |

| 7. Dezember 2013 | Ecuador | 31 : 12 | El Salvador | Liceo Franco Costarricense, Tres Ríos |
| 7. Dezember 2013 |         |         |             | Liceo Franco Costarricense, Tres Ríos |